# Bộ Thỉ (矢)
Bộ Thỉ, bộ thứ 111 có nghĩa là "mũi tên" là 1 trong 23 bộ có 5 nét trong số 214 bộ thủ Khang Hy.
Trong Từ điển Khang Hy có 64 chữ (trong số hơn 40.000) được tìm thấy chứa bộ này.

## Tự hình Bộ Thỉ (矢)

Giáp cốt văn
Kim văn
Đại triện
Tiểu triện

## Chữ thuộc Bộ Thỉ (矢)
| Số nét bổ sung | Chữ                 |
| -------------- | ------------------- |
| 0              | 矢/thạch/           |
| 2              | 矣/hỉ/              |
| 3              | 矤/thẩn/ 知/tri/    |
| 4              | 矦/hầu/ 矧/thẩn/ 矨 |
| 5              | 矩/củ/              |
| 6              | 矪 矫/kiểu/         |
| 7              | 矬/toa/ 短/đoản/    |
| 8              | 矮/oải/             |
| 12             | 矯/kiểu/ 矰/tăng/   |
| 14             | 矱/hoạch/           |
| 15             | 矲/bái/             |